# Aethes geniculata
Aethes geniculata es una especie de polilla del género Aethes, categorizada en la tribu Cochylini, de la subfamilia Tortricinae.

## Distribución
Se distribuye por India.

## Taxonomía
Fue descrita por Meyrick en 1930 y publicada en (Phalonia), Exotic Microlepid. 3: 591.